# Manel Piñero Romero
Manel Piñero Romero (Badalona, 8 de juliol de 1975) és un actor, humorista, guionista i periodista català. És especialment conegut per haver interpretat el personatge de l'Homo APM al programa de zàping de Televisió de Catalunya Alguna pregunta més? entre el 2009 i el 2016.

## Biografia
Va néixer a Badalona el 8 de juliol de 1975, on ha viscut bona part de la seva vida, tot i que actualment resideix al barri de Gràcia de la capital catalana. Va estudiar periodisme, àmbit en el qual treballà per la Revista de Badalona i El Punt, especialment en la secció d'esports.
Més tard va decidir dedicar-se professionalment a la interpretació. Ha destacat especialment per ser guionista i cara visible del programa Alguna pregunta més? (APM?) de Televisió de Catalunya entre 2009 i 2016. Piñero apareixia als programes exercint el paper d'Homo APM, un personatge que es dedicava a pronunciar frases famoses o curioses de televisió al carrer. El personatge es va fer tant conegut que la gent el saludava com al programa pel carrer i es va considerar que Piñero havia quedat encasellat en el personatge. Posteriorment deixà el programa, realitzant un episodi especial per acomiadar el seu personatge. El mateix any protagonitzà una websèrie d'humor a la mateixa cadena anomenada Em dic Manel!, ideada i escrita pels guionistes d'APM? i complementada, de fet, amb el programa, tot i que el protagonista que interpreta defuig totalment el personatge de l'Homo APM que havia marcat fins aleshores Piñero. Va col·laborar també en la publicació d'un llibre sobre el programa de televisió que el va fer popular: APM?: El circ de la tele.
Al llarg de la seva trajectòria professional ha col·laborat o aparegut com a convidat en diversos programes de Televisió de Catalunya com Tvist, La Partida de TV3, La Marató de l'any 2012, Oh Happy Day, on fou membre del jurat del concurs, Catalunya aixeca el teló, entre d'altres.
En haver deixat l'APM, va fer el màster per a ser professor de català i actualment exerceix com a tal. Va començar treballant a un institut a La Llagosta.